# Glanegg
Glanegg é um município da Áustria localizado no distrito de Feldkirchen, no estado de Caríntia.

## Municípios vizinhos
| Sankt Urban |          | Liebenfels |
| Feldkirchen |          |            |
|             | Moosburg | Klagenfurt |